# Prusia Real
Prusia Real (en alemán: Königlich-Preußen; en polaco: Prusy Królewskie; en latín: Prusia regalis), también llamada Prusia polaca, el nombre de la provincia anexada a Polonia después de la Segunda Paz de Torun en 1466.
Fue la denominación de los distritos del Estado Monástico de la Orden Teutónica, que después de la Segunda Paz de Torun de 1466 fueron gobernados en unión personal por los reyes de Polonia de la dinastía Jogalia. Después de la Unión de Lublin de 1569, la región quedó bajo administración directa de la Corona del Reino de Polonia en la República de las Dos Naciones polaca-lituana. En 1772 fue unida al Reino de Prusia después de la primera partición de Polonia.
Fue parte integrante del territorio alemán desde 1230 hasta 1561. Los límites de los territorios al borde del mar Báltico fueron variando a través del tiempo y en parte se convirtieron en lo que hoy es el norte de Polonia, parte de los Estados bálticos y el sujeto federal ruso de Kaliningrado (Königsberg).